# A Change Is Gonna Come
（译名《改变即将到来》）是美国唱作人山姆·库克的一首歌曲，以单曲形式发行于1964年12月。这首歌成为了美国民权运动的一首标志性歌曲，受到广泛赞誉。《滚石》杂志将其列为“史上最伟大的500首歌曲”第12位。2007年，它因在“文化、历史和审美方面的显著成就”，被美国国会图书馆列入国家录音登记部的保护名单。

## 脚注